# Wilhelm Hensel

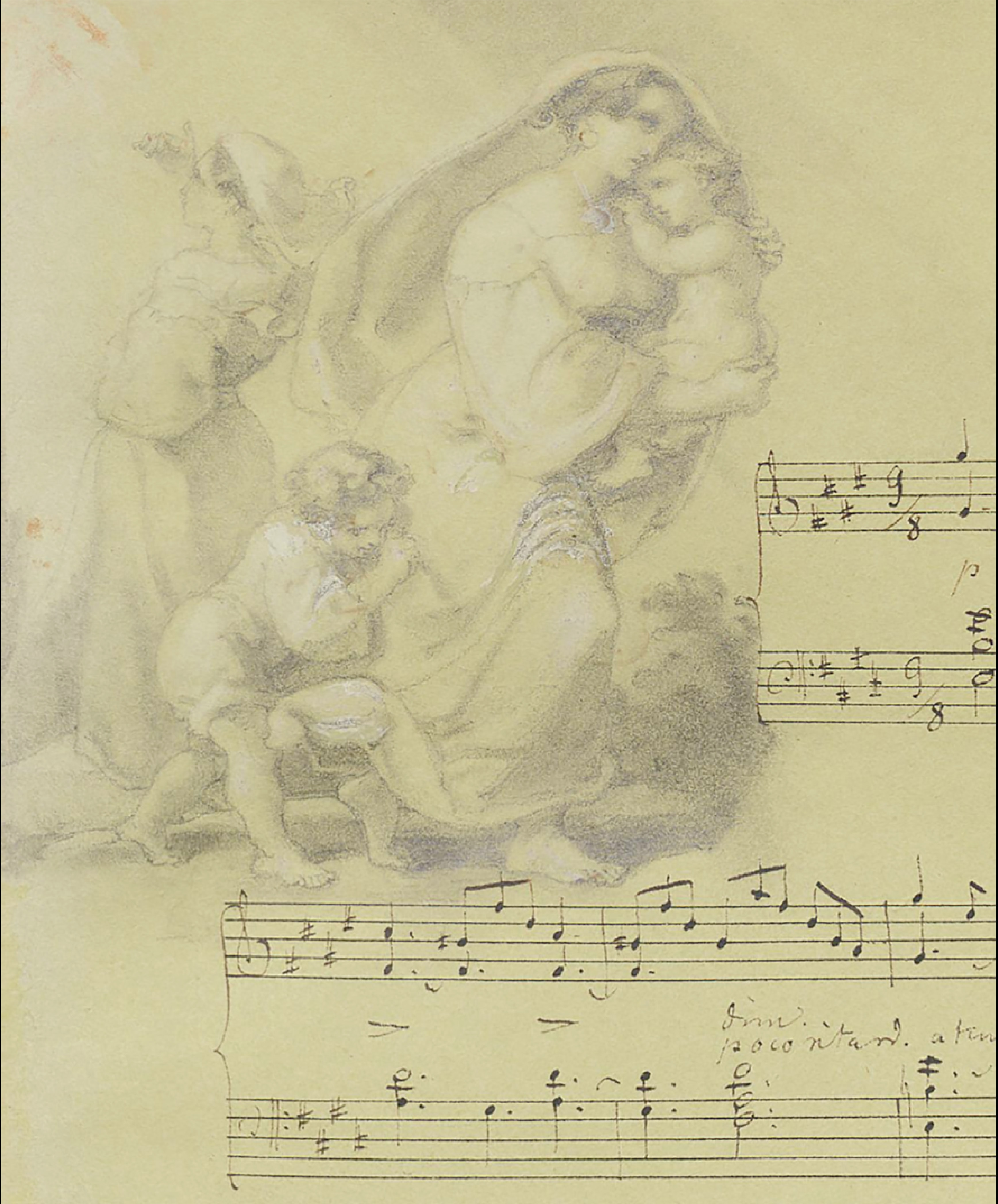
Wilhelm Hensel, illustrazione di April. Capriccioso in Das Jahr di Fanny Mendelssohn Bartholdy

Wilhelm Hensel (Trebbin, 6 luglio 1794 – Berlino, 26 novembre 1861) è stato un pittore tedesco. Fratello della poetessa Luise (Linum, 1798 – Paderborn, 1876), marito della compositrice Fanny Mendelssohn Bartholdy (Amburgo, 1805 – Berlino, 1847) e cognato del compositore Felix Mendelssohn Bartholdy (Amburgo, 1809 – Lipsia, 1847). La sua parabola artistica coincide storicamente con l’età Biedermeier, dal periodo post-napoleonico a quello precedente la rivoluzione del marzo 1848 (Vormärz),  perché alla morte della moglie pone sostanzialmente fine alla sua attività.

## Biografia
Secondogenito del pastore protestante Johann Jacob Hensel (1763 – 1809) e di sua moglie Johanne Albertine Luise Trost (1764 – 1835), dopo la morte del padre è a Berlino con la madre e le tre sorelle Karoline (Trebbin, 1791 – 1816), Luise (Linum, 1798 – Paderborn, 1876) e Wilhelmine detta Minna (Linum, 1802 – Berlino, 1893). Studia alla Akademie der Künste di Berlino dove già nel 1812, nell’annuale Esposizione dell’Accademia che si apre il 20 settembre, presenta Der Engelssturz (la caduta dell’angelo): un disegno che esprime la speranza del totale annientamento di Napoleone. 
Nel 1813 si arruola nell’esercito prussiano e combatte nella “Battaglia delle Nazioni” a Lipsia in cui i Francesi subiscono una determinante sconfitta. Nel 1814 è a Parigi dove marcia con i vittoriosi alleati e studia pittura, visitando assiduamente il Louvre. Nel 1815 torna a Berlino e matura il suo gusto estetico accanto agli uomini e alle donne di cultura più eminenti del tempo, come Clemens Brentano, Ludwig Tieck, Achim von Arnim, Wilhelm Müller, Ludwig Berger e Adalbert von Chamisso, conosciuti nei salotti di Elisabeth von Stägemann e di Amalie von Helvig. 
Accanto alle illustrazioni e ai ritratti, coltiva la naturale inclinazione per la poesia, che lo porta a pubblicare propri versi in libri tascabili e almanacchi. 
Nel gennaio 1821 hanno successo i suoi 12 Lebenden Bildern per il Festspiel Lalla Rukh, rappresentato nel Palazzo Reale con le musiche di scena di Gaspare Spontini, da Lalla Rookh dello scrittore irlandese Thomas Moore.  Inoltre l’architetto Karl Friedrich Schinkel, incaricato della ricostruzione del Teatro Reale di Berlino distrutto da un incendio nel 1817, affida a Wilhelm Hensel la decorazione dell’anticamera della grande sala da concerto del Königliches Schauspielhaus, inaugurato il 26 maggio 1821. 
Nel luglio 1823, con una borsa di studio di Federico Guglielmo III di Prussia, giunge a Roma per completare la sua formazione e dipingere due lavori: un quadro originale (Christus und die Samariterin am Brunnen, da utilizzare come pala d’altare) e, secondo una tradizione illustre del tempo, una copia di Raffaello (la Trasfigurazione). Ritornato nella capitale prussiana nel 1828, viene nominato Hofmaler (pittore di corte) e, dal luglio 1831, anche professore di Storia dell’arte alla Akademie der Künste di Berlino. 
Il 3 ottobre 1829 sposa la compositrice Fanny Mendelssohn Bartholdy  e nell’anno seguente nasce il loro unico figlio Sebastian (1830 – 1898). Con loro visita altre due volte l’Italia (1839-40 e 1845). 
Ricchi di esperienze culturali sono anche i suoi viaggi a Parigi (1835) e a Londra (1838 e 1843). 
Nel 1848 viene posto a capo del “Corpo berlinese degli artisti” per la sua fedeltà al re e nel 1852 viene eletto nel Senato della Akademie der Künste di Berlino. Muore il 26 novembre 1861 per tetano poiché si ferisce per salvare una persona dall’essere investita dall’omnibus.

## Produzione
Fino al 1840 nella sua produzione prevalgono temi religiosi, in sintonia con i Nazareni e nella cornice di un recupero delle migliori esperienze del Rinascimento italiano, come in Christus vor Pilatus (1834), nella Garnisonkirche fino al 1908 quando è stato distrutto da un incendio, e in Miriams Lobgesang nach dem Durchzug durch das Rote Meer ( Cantico di Miriam dopo l'attraversamento del Mar Rosso), donato alla regina Vittoria nel 1838. 
Dal 1840, in concomitanza con la salita sul trono di Prussia di Federico Guglielmo IV, l’artista passa dai temi religiosi ai prevalenti argomenti storici del suo ultimo periodo, come in Der Herzog von Braunschweig am Vorabend der Schlacht von Quatrebras (Il duca di Braunschweig nella sera prima della battaglia di Quatrebras), commissionato da Lord Egerton, o in Kaiser Wenzel per la Kaisersaal im Römer a Francoforte sul Meno.
Nel contempo, Wilhelm Hensel si esprime continuativamente nel genere del ritratto come dimostrano anche i più di mille disegni a matita fatti tra il 1817 e il 1861 e custoditi a Berlino, sia nel Kupferstichkabinett – Staatliche Museen zu Berlin sia presso il Mendelssohn-Archiv, Staatsbibliothek zu Berlin – Preußischer Kulturbesitz, comprendenti i ritratti dei vari membri della famiglia Mendelssohn Bartholdy e dell’élite culturale europea del tempo.

## Collaborazione con Fanny Mendelssohn Bartholdy
Fin dai mesi del loro fidanzamento (gennaio-settembre 1829), Fanny compone su versi di Wilhelm e Wilhelm illustra regolarmente singole composizioni o interi cicli composti da Fanny, come il Reise-Album 1839-1840.
I 18 brani per vari organici su fogli colorati che lo compongono, due dei quali su versi di Wilhelm (i Lieder Nach Süden e Der Fürst vom Berge), sono dedicati alle principali tappe del Grand Tour (Venezia, Roma, Napoli) entro un itinerario completo che va dalla partenza al ritorno ed hanno ciascuno una significativa illustrazione di Wilhelm.
Ancora un romantico Gesamtkunstwerk nel 1842, quando i coniugi Hensel realizzano la seconda copia del ciclo pianistico Das Jahr in cui la musica,  scritta da Fanny per ogni mese dell’anno su fogli di carta colorata e conclusa da un postludio come tredicesimo pezzo, è accompagnata in apertura da versi poetici di diversi autori e da un’allusiva illustrazione di Wilhelm.
Le loro intelligenze creative si intrecciano non solo sulla pagina ma anche in progetti comuni dove i contributi scenografici e di ‘regia’ di Wilhelm permettono la presentazione in forma ‘teatrale’  di quanto composto da Fanny, come in Zum Feste der heiligen Cäcilia: lavoro allestito il 22 novembre 1833 nel loro ampio salone aperto sul giardino (Gartensaal) e presentato nel corso delle “domeniche musicali” organizzate da Fanny (Sonntagsmusiken).
La loro vicinanza è tale che, alla morte improvvisa della moglie per ictus (14 maggio 1847), Wilhelm pone fine alla sua attività di pittore e, anche se realizzerà ancora ritratti a matita, nei 14 anni che le sopravvive non lavorerà più agli oli e alle grandi tele. 

## Opere

### Dipinti
- Großfürstin Alexandra von Rußland als Lalla Rookh (1821), Potsdam, Castelli prussiani
- Christus und die Samariterin am Brunnen (1828), Potsdam, Castelli prussiani
- Copia della Trasfigurazione di Raffaello (1828), Potsdam, Castelli prussiani
- Eduard Gans (1830), Gerusalemme, Museo d’Israele
- Rebecka Mendelssohn Bartholdy (1830), Berlino, Mendelssohn-Archiv
- Fanny mit Sebastian auf dem Arm (1834), Berlino, Mendelssohn-Archiv
- Christus vor Pilatus (1834) Berlino, Garnisonkirche (perduto nel 1908)
- Miriams Lobgesang nach dem Durchzug durch das Rote Meer (1836), Londra, Royal Collection
- Bertel Thorwaldsen (1841), Copenaghen, Museo Thorwaldsen
- Prinz von Wales (1843), Potsdam, Castelli prussiani
- Prinz von Wales (1844) Londra, Royal Collection
- Kaiser Wenzel (1844), Francoforte sul Meno, Municipio (Kaisersaal im Römer)
- Felix Mendelssohn Bartholdy (1846) Berlino, Mendelssohn-Archiv
- Fanny Hensel (1847), Berlino, Mendelssohn-Archiv
- Copia della Madonna Conestabile di Raffaello (1847), Potsdam, Castelli prussiani